# کانون ارزیابی
کانون ارزیابی (به انگلیسی: Assessment centre)، فرآیندی است که در آن داوطلبان برای تعیین شایستگی‌هایشان برای انجام انواع خاصی از مشاغل، به ویژه مشاغل مدیریتی یا فرماندهی، مورد ارزیابی قرار می‌گیرند و شخصیت و توانایی‌های آنان با تکنیک‌هایی از جمله مصاحبه، تمرینات گروهی، ارائه، معاینه و تست روانسنجی تعیین می‌شود.

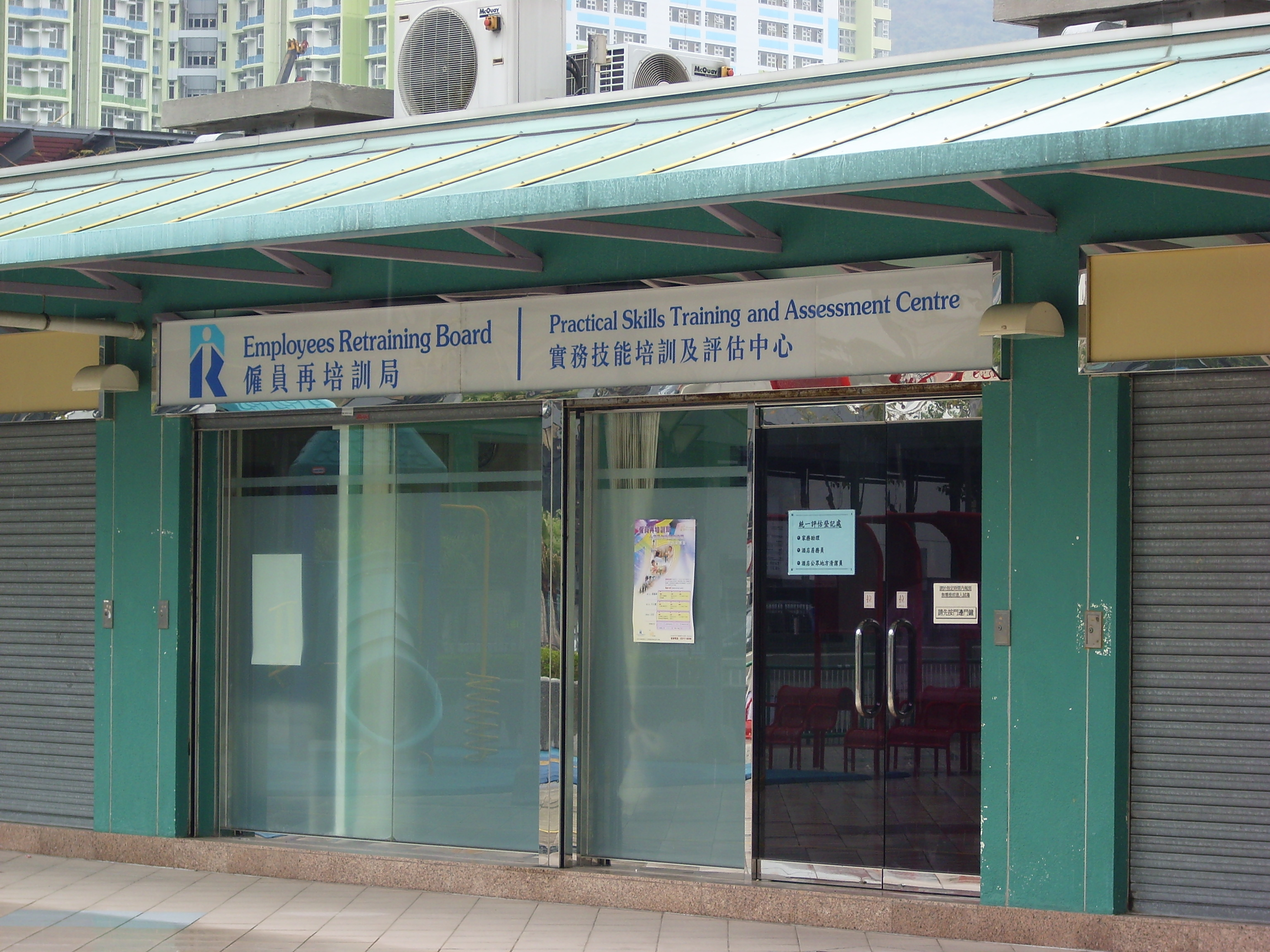
یک کانون ارزیابی و آموزش مهارت‌های مفید

## هدف
کانون ارزیابی فقط ساختمانی برای ارزیابی یک داوطلب شغلی نیست، بلکه یک فرایند است که برای ارزیابی چندگانه بر اساس رفتار از جمله: شبیه‌سازی‌های مرتبط با شغل، مصاحبه یا آزمون‌های روان‌شناختی انجام می‌شود.
دلیل مهمی برای وجود یک کانون ارزیابی در هر سازمانی، جمع‌آوری تمام اطلاعات مربوطه تحت شرایط استاندارد شده در مورد توانایی‌های افراد برای انجام یک وظیفه معین است. کانون‌های ارزیابی اغلب روش انتخابی برای انتخاب مدیران ارشد در مشاغل دولتی و عمومی به عنوان مثال رئیس پلیس و فرماندهان آتش‌نشانی هستند.
در طول فرایند ارزیابی داوطلبان، مجموعه ای از تمرینات که برای شبیه‌سازی شرایط یک شغل معین طراحی شده‌اند به داوطلب داده می‌شود تا انجام دهد. این کار به ارزیاب کمک می‌کند تا تشخیص دهد که آیا داوطلب دارای مهارت و رفتار مناسب و لازم برای شغل مدنظر هست یا خیر.
روش کانون ارزیابی نوعی ارزیابی جامع و چند بعدی را ارائه می‌کند که دارای سابقه قوی از اهمیت تحقیق و اثربخشی حقیقی باشد و توسط شرکت‌کنندگان و تصمیم‌گیرندگان به‌طور یکسان پذیرفته شود. در اصل هدف کانون ارزیابی بررسی مهارت‌ها و وضعیت روانی فرد به منظور تعیین عملکرد وی است.